# París-Tours 2003
La París-Tours 2003 fou la 97a edició de la clàssica París-Tours. Es disputà el 5 d'octubre de 2003 i el vencedor final fou l'alemany Erik Zabel de l'equip Team Deutsche Telekom.
Va ser la novena cursa de la Copa del Món de ciclisme de 2003.

## Classificació general
|    | Ciclista            | Equip                  | Temps      |
| -- | ------------------- | ---------------------- | ---------- |
| 1  | Erik Zabel          | Team Telekom           | 5h 24' 55" |
| 2  | Alessandro Petacchi | Fassa Bortolo          | m. t.      |
| 3  | Stuart O'Grady      | Crédit Agricole        | m. t.      |
| 4  | Baden Cooke         | Fdjeux.com             | m. t.      |
| 5  | Franck Renier       | Brioches La Boulangère | m. t.      |
| 6  | Julian Dean         | Team CSC               | m. t.      |
| 7  | Stefano Zanini      | Saeco                  | m. t.      |
| 8  | Luca Paolini        | Quick Step-Davitamon   | m. t.      |
| 9  | Fred Rodriguez      | Vini Caldirola         | m. t.      |
| 10 | Peter Van Petegem   | Lotto-Domo             | m. t.      |